# Агбо, Ханс
Ханс Агбо (фр./англ. Hans Agbo; род. 26 сентября 1967, Дуала) — камерунский футболист, защитник.

## Биография
Всю свою карьеру провел на родине. Наибольших успехов добился в клубе «Олимпик» (Мволе), с которым защитник побеждал в Кубке Камеруна. С 1988 по 1996 годы Агбо вызывался в сборную страны. В 1994 году он был в заявке Камеруна на Чемпионате мира в США. В 1992 году защитник вместе с национальной командой занял четвёртое место в Кубке африканских наций в Сенегале. Всего за «неукротимых львов» Агбо провел 49 игр, в которых забил один гол.
После завершения карьеры работал тренером.

## Достижения
- Обладатель Кубка Камеруна: 1994.